# Gakuen Heaven
Gakuen Heaven (яп. 学園へヴン, Райская школа) — аниме жанра сёнэн-ай снятое по яойным играм Gakuen Heaven: Boy’s Love Scramble, Gakuen Heaven, Gakuen Heaven: Type B, Gakuen Heaven: Okawari. Игры были созданы компаниями «SPRAY» и «Visual Art’s», а аниме снято студией «Tokyo Kids».
Аниме транслировалось на японском канале AT-X с 1 апреля по 24 июня 2006 года. Всего выпустили 13 эпизодов по 25 минут. Над сценарием работала Нацуко Такахаси, а режиссёром аниме стала Юкина Хииро.

## Сюжет
Обычный парень Кэйта Ито получил «платиновый лист» в самую популярную академию для мальчиков «Белл Либерти». В «Белл Либерти» учатся только дети с особыми талантами или чем-то заслужившие предпочтение народа. Из-за того, что «Белл Либерти» — академия для талантливых людей, Кэйта не уверен в своих силах. Ему кажется, что то, что он получил «платиновый лист» — глупая ошибка. Поэтому, когда король школы Нива по просьбе председателя встречает Кэйту вблизи школы, Кэйта не выдерживает и делится своими опасениями о том, что приглашение в «Белл Либерти» было ошибкой, но Нива говорит, чтобы Кэйта не волновался и наслаждался каждым днём.
Нива говорит Кэйте, что подвезёт его до школы, но на мосту происходит авария, и Кэйта с Нивой падают в реку. Когда Кэйта приходит в себя, он лежит в медпункте школы и встречает одного из учеников и своего первого друга в академии «Белл Либерти», это Эндо Кадзуки. С того дня началась жизнь Кэйты в академии «Белл Либерти», но проблемы не оставляют Кэйту, и один раз заместитель председателя советует Кэйте покинуть академию в связи с тем, что у Кэйты нет никакого таланта. Ради устранения Кэйты в игру приглашаются даже вооружённые силы, но оказывается, что во всё посвящён лучший друг Кэйты Кадзуки.

## Список серий
| № серии | Заглавие                                                                           | Трансляция      |
| ------- | ---------------------------------------------------------------------------------- | --------------- |
| 01      | Студент, переведенный в середине учебного года «An out of season Transfer Student» | 1 апреля, 2006  |
| 02      | Дотянуться до небес «The Heaven We Reached»                                        | 8 апреля, 2006  |
| 03      | Распространение письма, Смятение чувств «Circulating Letter, Wavering Feelings»    | 15 апреля, 2006 |
| 04      | Выпустим пар! Бурная приветственная вечеринка «Steam! A Stormy Welcoming Party»    | 22 апреля, 2006 |
| 05      | Небесные врата «Heaven's door»                                                     | 29 апреля, 2006 |
| 06      | Погода для свидания «Date Weather»                                                 | 6 мая, 2006     |
| 07      | Комок нервов «The Whereabouts of Anxiety»                                          | 13 мая, 2006    |
| 08      | Ночь перед битвой СЛИ «The Night Before the MVP Battle»                            | 20 мая, 2006    |
| 09      | Стальной цветок «The Steel Flower»                                                 | 27 мая, 2006    |
| 10      | Ключ к воспоминаниям «The Key to Memories»                                         | 3 июня, 2006    |
| 11      | Момент истины «The Truth is Revealed»                                              | 10 июня, 2006   |
| 12      | Цветок, который не подчинится ветрам «A Flower that won't Bend to the Wind»        | 17 июня, 2006   |
| 13      | Обещание «Promise»                                                                 | 24 июня, 2006   |